# Echinopogoninae
Echinopogoninae, podtribus trava, dio tribusa Poeae. Sastoji se od pet rodova, i to 3 u Australiji, i jedan u Južnoj Americi.

## Rodovi
1. Ancistragrostis S. T. Blake (1 sp.)
2. Echinopogon P. Beauv. (7 spp.)
3. Pentapogon R. Br. (25 sp.)
4. Relchela Steud. (1 sp.)